# 32091 Jasonwu
32091 Jasonwu è un asteroide della fascia principale. Scoperto nel 2000, presenta un'orbita caratterizzata da un semiasse maggiore pari a 2,3162476 UA e da un'eccentricità di 0,1086687, inclinata di 1,53996° rispetto all'eclittica.